# Holger Ahlenius
Karl Sven Holger Ahlenius född 10 september 1905 i Uppsala, död 24 mars 1956 i Johannes församling, Stockholm, var en svensk litteraturforskare och kritiker, senare verksam i förlagsbranschen, först vid Tidens förlag mellan 1935 och 1945, därefter vid Bonniers förlag. 

## Biografi
Ahlenius doktorerade 1932 vid Uppsala universitet med en avhandling som hette Georg Brandes i svensk litteratur till och med 1890 (1932). Samma år utgav Ahlenius Georg Brandes, kämpen och kritikern. 
Övriga publikationer av Ahlenius: "Oscar Levertin. En studie i hans tankevärld" (1934), "Arbetaren i svensk diktning" (1934), Gustaf Hellström (1934), "Tor Hedberg" (1935), "Elin Wägner" (1936) samt i "Den svenska boken under 50 år" (1943): "Svensk dikt och debatt 1896-1943",  redigerad tillsammans med G. Svensson.
Ahlenius var även en flitig anmälare av litteratur i Bonniers Litterära Magasin (BLM) från 1934 och framgent, samt recensent av teater i andra publikationer. Nationalencyklopedin uppger att Ahlenius var en "framstående kännare av modern svensk och äldre och nyare fransk diktning").
Holger Ahlenius är gravsatt i minneslunden på Uppsala gamla kyrkogård.
Som litteraturforskare och kritiker sysslade Ahlenius främst med nyare och moderna svenska författare. Starkt påverkad av fransk kulturliv var han som litteraturbedömare och stilist avgjort intellektuellt inriktad, saklig och klar; han uppmärksammade diktens psykologi och idéinnehåll, men den sociala synpunkten på litteraturen var honom inte heller främmande.
Holger Ahlenius var son till geografen Karl Jakob Mauritz Ahlenius.